# التيار الليبرالي الحر (مصر)
التيار الليبرالى الحر فكرة نشأت في 28 مارس 2011 بعد قيام الثورة المصرية في 25 يناير 2011 وقد تطور من حركة سياسية إلى تيار منظم بقوانين داخلية.
أصبح التيار الليبرالى الحر يعمل على التوعية السياسية للشارع المصري بعد أن ابعد النظام المصري البائد بقياده المخلوع محمد حسنى مبارك كل الشعب المصري عن العمل السياسى وتجريم العمل السياسي. بعد ذلك تبنى حملة لإيصال الصورة الحقيقة عن الليبراليه للشعب المصري، وتصحيح الصورة التي استطاع النظام السابق وبعض التيارات الدينية المتشدده تشويها واللعب بالدين لكسب الانتخابات والمتجاره به.

## وصلات خارجية
- التيار الليبرالي الحر  على فيسبوك.
- صفحه الحركة الرسمية  على فيسبوك.